# Мамот (Вајоминг)
Мамот (енгл. Mammoth) насељено је место без административног статуса у америчкој савезној држави Вајоминг.

## Демографија
По попису из 2010. године број становника је 263.
| Група             | 2000.    | 2010.       |
| Белци             | 0 (0,0%) | 246 (93,5%) |
| Афроамериканци    | 0 (0,0%) | 2 (0,8%)    |
| Азијати           | 0 (0,0%) | 2 (0,8%)    |
| Хиспаноамериканци | 0 (0,0%) | 4 (1,5%)    |
| Укупно            | 0        | 263         |